# Tunney
Tunney is een plaats in de regio Great Southern in West-Australië. Het maakt deel uit van het lokale bestuursgebied (LGA) Shire of Broomehill-Tambellup waarvan Tambellup de hoofdplaats is.

## Geschiedenis
In 1909 schreef A.J. Aitcheson in naam van de inwoners van de streek een brief met de vraag om een dorp met een school en andere faciliteiten te ontwikkelen. Na een inspectie van een ambtenaar werd een dorpslocatie  nabij 'Slab Hut Gully' voorzien. De streek stond ook bekend als 'Paul Valley' en de Aborigines noemden haar 'Teulungup'.
Tunney werd in 1912 officieel gesticht en naar J.T. Tunney, toen de oudste inwoner van de streek, vernoemd. James Tunney had  sinds de jaren 1880 een eigendom in de streek. Zijn vader had zich er in de jaren 1860 gevestigd.
In 1913 werd een gemeenschapszaal geopend, de 'Agricultural Hall'.

## Transport
Tunney ligt langs de Albany Highway, 298 kilometer ten zuidzuidoosten van de West-Australische hoofdstad Perth, 117 kilometer ten noordnoordwesten van Albany en 37 kilometer ten westzuidwesten van Tambellup. De GS1-busdienst van Transwa tussen Perth en Albany doet Tunney's roadhouse enkele keren per week aan.
De Great Southern Railway loopt door door de streek. De spoorweg maakt deel uit van het goederenspoorwegnetwerk van Arc Infrastructure. Er rijden geen reizigerstreinen.